# Rolling Thunder 3
Rolling Thunder 3 est un jeu vidéo d'action, de type run and gun en vue de profil, développé par Now Production et édité par Namco en 1993 sur Mega Drive.

## Scénario
Après les évènements de Rolling Thunder 2, la WCPO (World Crime Police Organization) reçoit de nouveaux rapports de haute activité terroriste à Las Vegas. Les services secrets lient ces activités terroristes à l'organisation "Geldra", qui a détruit des satellites afin de créer le chaos en paralysant les communications.

## Personnages

### Jay
Nom de code : Jay 

Clearance : JC-KAL 
 
Nom réel : --Secret-- 

Sexe : Masculin 

Taille : 6.2 ft (1,84 m) 

Poids : 183 lbs (83 kg) 

Age : 35 ans

Groupe sanguin : A 

Affiliation : WCPO, Rolling Thunder division
Jay étant le seul membre disponible du WCPO capable d'affronter la menace terroriste de l'organisation Geldra, son supérieur lui ordonne de neutraliser Dread, le bras droit de Gimbdo.

### Ellen
Nom de code : Ellen 

Nom réel : --Secret-- 

Sexe : Féminin 

Âge : inconnu 

Affiliation : W.C.P.O., Rolling Thunder division
Agent de communication de la beau et intelligent de la Rolling Thunder division, Ellen est associée avec Jay dans l'enquête au sujet de Dread. Elle le guide depuis le quartier général du WCPO en lui fournissant des rapports d'informateurs. C'est le seul lien de Jay avec le quartier général.

## La série
- Rolling Thunder (1986)
- Rolling Thunder 2 (1990)
- Rolling Thunder 3 (1993)